# Helenio Herrera

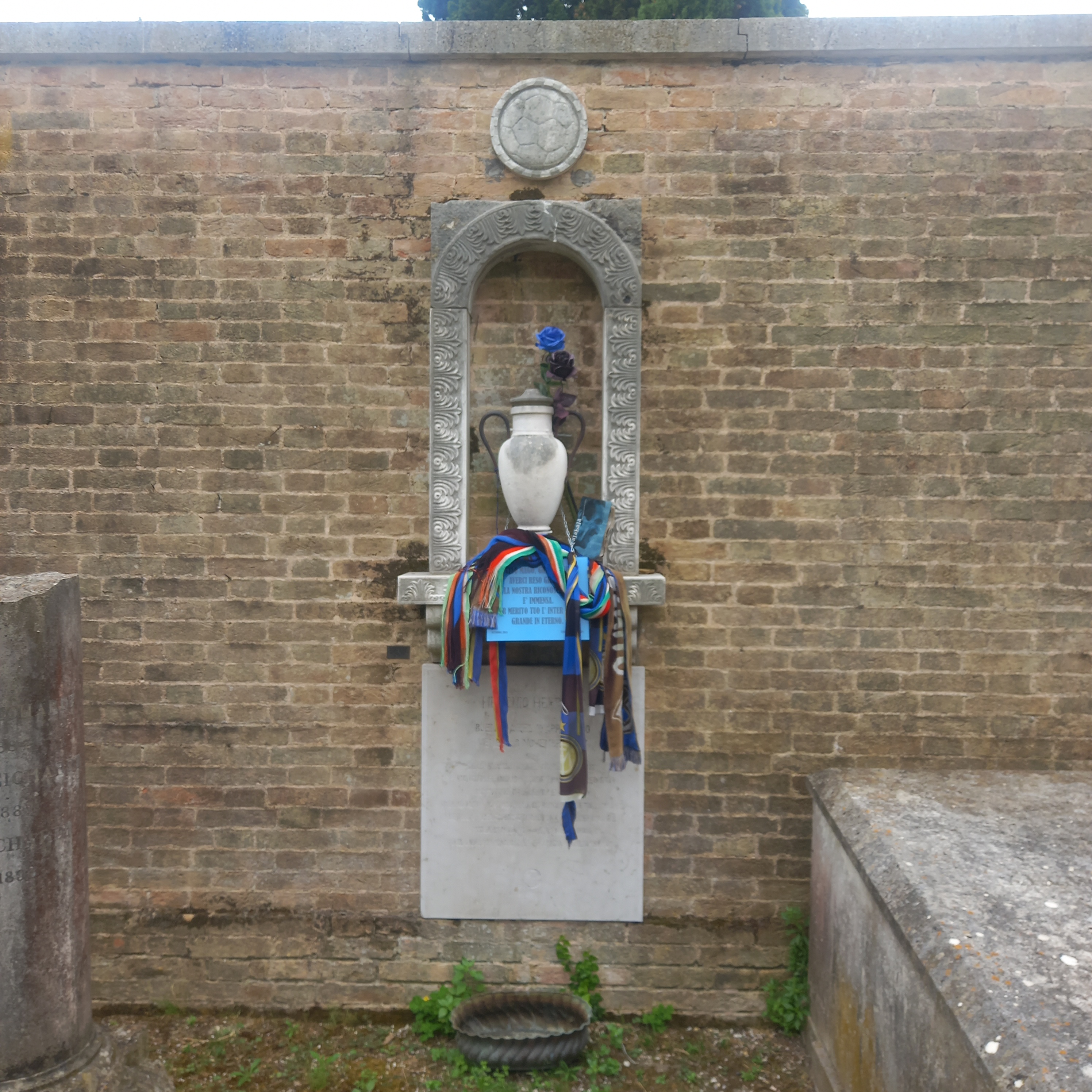
Das Grab von Helenio Herrera auf dem Friedhof von San Michele in Venedig

Helenio Herrera (* 10. April 1910 in Buenos Aires; † 9. November 1997 in Venedig, Italien) war ein argentinisch-französischer Fußballspieler und -trainer. Während seiner Zeit in Frankreich wurde ihm auch die argentinische Staatsangehörigkeit zugesprochen, die er am 12. Dezember 1934 als 24-Jähriger erhielt.
Bekannt wurde er durch seine Erfolge mit Inter Mailand in den 1960er Jahren. Durch die Verfechtung des Catenaccio bekam der Disziplinfanatiker den Beinamen „Totengräber des Fußballs“.

## Jugend
Herrera wurde in der argentinischen Hauptstadt Buenos Aires als Sohn spanischer Eltern geboren, wohin war sein Vater, ein spanischer Anarchist, ins Exil geflohen war. Im Alter von vier Jahren ging er mit seiner Familie nach Casablanca (Französisch-Marokko), wo sie die französische Staatsbürgerschaft annahmen.

## Spielerkarriere
Helenio Herrera begann mit dem Fußball bei einem Verein namens Roches Noires, ehe er mit dem bürgerlich-französischen Racing Club du Maroc aus Casablanca um die Meisterschaft des seinerzeitigen französischen Protektorates Marokko spielte. 1932 ging er ins französische Mutterland zu CASG Paris. Bis zum Ausbruch des Zweiten Weltkriegs war Herrera (auch H. H. genannt) für verschiedene Erst- und Zweitligisten aktiv: Stade Français Paris, OFC Charleville und Excelsior AC Roubaix. Während seiner Zeit bei Roubaix gehörte er in der Saison 1937/38 zu den erfolgreichsten Torschützen der ersten Liga. Auch während des Zweiten Weltkrieges und der Besatzungszeit wurde der Spielbetrieb im besetzten Frankreich aufrechterhalten, so spielte Herrera für Red Star Paris, Stade Français, ÉF Paris-Capitale und SM Puteaux. Ab 1944 war er als Spielertrainer für Puteaux tätig, ehe er ein Jahr später seine Spielerkarriere aufgrund einer Knieverletzung an den Nagel hängen musste und sich allein dem Trainerfach widmete. So kurz und unspektakulär seine Spielerkarriere verlief, umso erfolgreicher und abwechslungsreicher sollte seine Zeit als Trainer verlaufen.

## Trainerkarriere
Herreras erste Trainerstation nach Puteaux war Stade Français Paris, dessen ehrgeiziges Management die Meisterschaft gewinnen wollte. Von 1945 bis 1948 verfolgte er dieses Ziel mit den Parisern vergeblich.
Nun kehrte er Frankreich nach 16 Jahren den Rücken und ging nach Spanien, wo er zunächst Real Valladolid trainierte, ehe er zu Atlético Madrid wechselte, wo er seine ersten Titel feiern konnte. 1950 und 1951 gewann er mit den rot-weißen aus Spaniens Hauptstadt die spanische Meisterschaft. Bei Atlético baute er eine Mannschaft um den legendären französischen Spielmacher Larbi Ben Barek auf und konnte so die Vorherrschaft von Real Madrid und dem FC Barcelona für kurze Zeit durchbrechen. Nach weiteren Stationen in der Primera División bei CD Málaga, Deportivo La Coruña und dem FC Sevilla, trainierte er für zwei Jahre CF Os Belenenses aus Portugals Hauptstadt Lissabon.
1958 kehrte er nach Spanien zurück und wurde am 22. April neuer Trainer beim FC Barcelona. Hier hatte er wieder eine Spitzenmannschaft unter sich, die mit Spielern wie László Kubala, Luis Suárez, Zoltán Czibor, Evaristo, Sándor Kocsis und Antoni Ramallets aufwarten konnte. So gewann er 1959 das Double aus Meisterschaft und Copa del Rey. 1960 folgte die Titelverteidigung in der Liga und Herreras vierte spanische Meisterschaft. Doch nach Streitigkeiten mit der Clubführung und Starspieler Kubala beendet die Vereinsführung auf Drängen Kubalas das Engagement nach zwei Jahren wieder. Aufgrund seiner Methodik, mit Spielern umzugehen, wurde er sowohl von der lokalen als auch der internationalen Presse als „Sklaventreiber vom Río de la Plata“ bezeichnet.
Nun wurde er vom italienischen Traditionsverein Inter Mailand unter Vertrag genommen, sollte hier für acht Jahre im Amt bleiben und die größten Erfolge seiner Trainerlaufbahn feiern. Nachdem er Inters Superstar Antonio Angelillo aussortiert hatte, begann er mit dem Aufbau einer komplett neuen Mannschaft. In den ersten beiden Jahren belegten die „Nerazzurri“ erst den dritten und dann den zweiten Platz. Nicht genug für den ehrgeizigen und erfolgshungrigen Clubboss Angelo Moratti, der Herrera ein Ultimatum stellte: noch eine Saison, dann mussten Titel her. Dazu erfüllte er seinem Trainer auch Transferwünsche und hatte 1961 aus Barcelona Herreras Lieblingsspieler Luis Suárez für die damalige Rekordablösesumme von 250 Millionen Lire verpflichtet.
1962, neben seinem Engagement bei Inter, übernahm Herrera die spanische Nationalmannschaft bei der WM in Chile. Mit Spielern wie Ferenc Puskás, Luis Suárez, Francisco Gento, Alfredo Di Stéfano und José Santamaría sollte der Trainer-Fuchs für ein erfolgreiches WM-Turnier der Spanier sorgen. Doch das Erfolgsrezept ging nicht auf; wieder hatte der ruppige Herrera Probleme mit den Stars, Spanien landete auf einem enttäuschenden vierten Platz und trat nach der Gruppenphase wieder die Heimreise an. Das Projekt wurde als gescheitert betrachtet und Herrera widmete sich wieder seinem Vereinsprojekt mit Internazionale.
Zurück in Mailand änderte Herrera seine Taktik, nahm einen Mittelfeldspieler aus der Mannschaft und platzierte mit Armando Picchi einen Ausputzer hinter der Abwehr. Dafür bekam der linke Verteidiger Giacinto Facchetti mehr Freiheiten nach vorne. Im Mittelfeld gab Spielmacher Suárez den Takt vor, über die Außen Jair da Costa und Mario Corso sollten die Konter laufen und mit Sandro Mazzola hatte man einen sicheren Vollstrecker. Es ging Herrera nicht mehr darum, mehr Tore zu schießen als der Gegner; er legte den Fokus nun darauf, weniger Tore zu kassieren als die andere Mannschaft. Der Argentinier machte Schluss mit den romantischen Vorstellungen vom Fußball: „Nichts als Geschwätz“, sei das Gerede vom attraktiven, offensiven Spiel. Aufgrund dieses reinen Ergebnisfußballs bezeichnete man Herrera auch oft als „Totengräber des Fußballs“, doch der Erfolg gab ihm recht: er feierte drei Meisterschaften, gewann 1964 und 1965 zweimal den Europapokal der Landesmeister und den Weltpokal. 1967 stand Herrera mit Inter zum dritten Mal im Finale um den Europapokal der Landesmeister, unterlag jedoch Celtic Glasgow mit 1:2 („Lisbon Lions“). Diese Mannschaft sollte später als La Grande Inter in die Geschichte eingehen und die erfolgreichste Ära des Vereins markieren. Zwischendurch trainierte er kurz die Nationalelf Italiens und führte dort ebenfalls den Catenaccio ein. Nach seinem Abgang wurde er von seinem Co-Trainer Ferruccio Valcareggi beerbt. Herrera sollte zusammen mit dem Ungar Lajos Czeizler der einzige Ausländer sein, der jemals die italienische Nationalmannschaft trainierte.
1968, nach acht Jahren Inter, nahm er seinen Abschied, um die AS Rom zu trainieren. Dort wurde er mit einem Jahresgehalt von 150.000 Pfund (entspricht heute ca. 3.509.000 Euro) der am besten bezahlte Fußballtrainer weltweit. Gleich im ersten Jahr konnte er die Coppa Italia gewinnen, doch bald hatte er sich mit Präsident Alvaro Marchini überworfen und nach einer schwachen Saison 1969/70 wurde er entlassen.
Zur Saison 1973/74 kehrte Herrera nochmals zu Inter zurück, um mit dem Verein an die Erfolge aus den 1960er Jahren anknüpfen zu lassen. Doch ein Herzinfarkt zwang ihn zu einer langen Pause, die es ihm nicht mehr möglich machte den stressigen Trainerjob auszuführen. Für vier Jahre zog er sich aus dem Fußballgeschäft zurück und lebte in Venedig.
Ende der Siebziger coachte er nochmals für kurze Zeit Rimini Calcio, ehe er 1980 und 1981 jeweils für ein halbes Jahr den FC Barcelona betreute. 1981 konnte er noch einmal den Copa del Rey gewinnen, der letzte Titel seiner langen Karriere. Danach zog er sich endgültig vom Fußball zurück und verbrachte seinen Lebensabend mit seiner Frau in Venedig, wo er 1997 im Alter von 87 Jahren verstarb.

## Methoden und Arbeitsweise
- Herrera galt als autoritärer Disziplinfanatiker, der seine Mannschaften gerne mit diktatorischer Hand führte, weshalb er oft mit den jeweiligen Starspielern in Streit geriet. Dies ging sogar so weit, dass er das Privatleben seiner Spieler kontrollierte.
- Als einer der ersten Trainer weltweit setzte Herrera auf Psychologie, um sein Team mental zu stärken. So hängte er in der Inter-Kabine ein Schild über die Tür mit den Worten: „Klasse + Vorbereitung, Athletik + Intelligenz = Meisterschaft.“
- Früh erkannte er, dass die Unterstützung der Zuschauer für Mannschaften einen enormen Motivationsschub bringen kann, und forcierte deshalb die Unterstützung der Tifosi als „zwölfter Mann“.

## Erfolge als Trainer

### Vereine
International
- Europapokal der Landesmeister (2): 1963/64, 1964/65 (beide Inter Mailand)
- Messestädte-Pokal: 1960 (FC Barcelona)
- Weltpokal (2): 1964, 1965 (beide Inter Mailand)

National
- Spanischer Meister (4): 1949/50, 1950/51 (beide Atlético Madrid), 1958/59, 1959/60 (beide FC Barcelona)
- Spanischer Pokalsieger (2): 1958/59, 1980/81 (beide FC Barcelona)
- Italienischer Meister (3): 1962/63, 1964/65, 1965/66 (alle Inter Mailand)
- Italienischer Pokalsieger: 1968/69 (Inter Mailand)

### Sonstiges
- Herrera war zwischen 1965 und 2003 neben Luís Alonso Pérez, Arrigo Sacchi, Telê Santana und Carlos Bianchi einer von fünf Trainern, der zweimal den Weltpokal gewonnen hatte. Mit seinem dritten Weltpokalsieg 2003 wurde Carlos Bianchi vor den anderen vier alleiniger Rekordsieger.
- Herrera war der erste Trainer, der zweimal den Weltpokal mit einem europäischen Verein gewann. Mit dieser Leistung blieb er bis 1990 allein, als Arrigo Sacchi zum zweiten Mal mit der AC Mailand den Weltpokal gewann.

## Neben dem Platz
Da er wohl in den Fünfzigerjahren sein Geburtsjahr von 1910 auf 1916 änderte, war das genaue Geburtsdatum Herreras lange unbekannt. 